# Niederlascheid
Niederlascheid ist ein Ortsteil der Ortsgemeinde Buchet im Eifelkreis Bitburg-Prüm in Rheinland-Pfalz.

## Geographische Lage
Niederlascheid liegt rund 1 km nordwestlich des Hauptortes Buchet auf einer Hochebene. Umgeben ist Niederlascheid von umfangreichen landwirtschaftlichen Nutzflächen sowie kleinen Wäldern im Süden und Osten. Dicht östlich des Ortes fließt der Alfbach sowie der Steinbach.

## Geschichte
Niederlascheid zählte zur Bürgermeisterei Bleialf.
Vor 1794 gehörte der Ort zum Fürstentum Prüm bzw. seit der zweiten Hälfte des 18. Jahrhunderts zum kurtrierischen Amt Prüm und war der Schultheißerei Bleialf zugeordnet. Unter preußischer Verwaltung gehörte Niederlascheid zum Kreis Prüm im Regierungsbezirk Trier und ab 1822 zur Rheinprovinz.
Bekannt ist ferner, dass in Niederlascheid um das Jahr 1895 eine Mühle am Alfbach betrieben wurde. Genauere Angaben hierzu liegen nicht vor.

## Kultur und Naherholung

### Wohnhaus
In Niederlascheid befindet sich ein denkmalgeschütztes Wohnhaus aus dem Jahre 1756. Im Gebäude befindet sich eine ehemalige Flurküche. Der Pultdachanbau ist jünger.
Siehe auch: Liste der Kulturdenkmäler in Buchet

### Ernest-Hemingway-Wanderweg
Unweit von Niederlascheid verläuft dieser rund 5,7 km lange Rundwanderweg. Er soll an den Aufenthalt des Nobelpreisprägers Ernest Hemingway erinnern. Jener hielt sich im Herbst 1944 als Kriegsberichterstatter in Buchet auf.

### Wandern
Dicht südwestlich Niederlascheids verläuft die Route 4 durch das Prümer Land mit dem Schwerpunkt Bleialf und Schneifel. Der Wanderweg kreuzt zudem den Erholungsort Bleialf.

## Wirtschaft und Infrastruktur

### Unternehmen
Der Ortsteil Niederlascheid besteht zu einem Großteil aus landwirtschaftlichen Nutzbetrieben.

### Verkehr
Es existiert eine regelmäßige Busverbindung.
Niederlascheid liegt direkt an der Kreisstraße 104.